# 133
133 (CXXXIII) var ett normalår som började en onsdag i den julianska kalendern.

## Händelser

### Okänt datum
- Sextus Julius Severus, guvernör över Britannien, skickas till Judeen (efter 135 omdöpt till Palestina) för att nedslå ett uppror.

## Födda
- 30 januari – Didius Julianus, romersk kejsare 28 mars–1 juni 193 (född denna dag eller 2 februari 137)
- Athenagoras, kristen apologet från Aten